# Castellaro (San Marino)
Castellaro è una curazia (frazione) del castello di Città di San Marino nella Repubblica di San Marino.

## Geografia fisica
La rupe di Castellaro è una massa calcarea, parte della più ampia conformazione calcarea di cui fa parte anche il Monte Titano. Dal punto di vista faunistico è nota anche per essere un sito di nidificazione di numerose specie aviarie, come il gheppio, il falco pellegrino, la tottavilla, il luì bianco, il pendolino e, almeno in passato, il passero solitario.

## Storia
La località di Castellaro di Casole prende il nome da un antico castello medioevale che vi sorgeva e che fu abitato tra il X e il XIV secolo. Secondo Gino Zani, il castello risale almeno all'epoca di Berengario I e venne distrutto da un grande incendio nel XIII secolo. Al suo interno era presente una cappella, dedicata a San Bartolo.

### Scavi archeologici
I primi ritrovamenti archeologici del sito furono casuali: nel 1930, presso il podere Marcucci, un contadino ritrovò sul fondo di un pozzo molti vasi etruschi, che tuttavia saranno tutti dispersi. Altri ritrovamenti avvennero poi sulle pendici del colle.
Questo sito è stato oggetto di ripetute indagini archeologiche a partire dagli anni Cinquanta del XX secolo, costituendo il primo sito archeologico oggetto di indagini sistematiche nel territorio della Repubblica del Titano. Il primo scavo venne avviato nel 1955 da Mauro Zani, allora direttore del Museo di Stato di San Marino. Oltre ai resti medievali (resti delle fortificazioni, resti di armi e oggetti quotidiani in ferro e ceramica), lo scavo mise in luce tombe a inumazione di epoca romana, e soprattutto alcune buche, che Zani ipotizzò essere tombe a pozzetto di epoca villanoviana. Altri studiosi hanno invece sostenuto che si trattasse di buche con funzione strutturale di sostegno a edifici, quindi potenzialmente anche di epoca successiva. Al loro interno furono ritrovati un rocchetto fittile (collocabile tra l'età del bronzo e l'età del ferro), un dolietto di ceramica a impasto (risalente al IV-VI secolo a.C.) e frammenti ceramici e ossei. Vi è stato infine chi ha ipotizzato che il sito fosse sì di epoca preromana, ma che venne scoperto in epoca medioevale all'epoca della costruzione del castello e il suo contenuto disperso.
Nel 2019 è stato avviato un rinnovato studio sui materiali riscoperti da Zani, che nel 2020 hanno incluso nuove indagini archeologiche sul sito, che hanno portato alla luce nuove buche simili a quelle scoperte da Zani e una piccola cisterna.